# Bystrzyno Małe
Bystrzyno Małe – jezioro na Wysoczyźnie Łobeskiej, położone w woj. zachodniopomorskim, w powiecie świdwińskim, w gminie Świdwin. Powierzchnia jeziora wynosi 48,68 ha. Posiada wydłużony kształt w kierunku północnym. Nad południowym brzegiem znajduje się wieś Bystrzyna.
W typologii rybackiej jest jeziorem leszczowym. 
Od południowego brzegu z jeziora wypływa dopływ rzeki Regi. Na wschód od Bystrzyna Małego znajduje się jezioro Bystrzyno Wielkie.
W 1950 roku wprowadzono urzędowo nazwę Małe Bystrzyno, zastępując poprzednią niemiecką nazwę jeziora – Kleine Beustriner See.